# Salix miyabeana
Salix miyabeana là một loài thực vật có hoa trong họ Liễu. Loài này được Seemen miêu tả khoa học đầu tiên.